# Гилгеу-Алмашулуй
Гилгеу-Алмашулуй (рум. Gâlgău Almașului) — село у повіті Селаж в Румунії. Входить до складу комуни Белан.
Село розташоване на відстані 374 км на північний захід від Бухареста, 20 км на схід від Залеу, 51 км на північний захід від Клуж-Напоки.

## Населення
За даними перепису населення 2002 року у селі проживали 1082 особи.
Національний склад населення села:
| Національність | Кількість осіб | Відсоток |
| -------------- | -------------- | -------- |
| румуни         | 1055           | 97,5%    |
| цигани         | 20             | 1,8%     |

Рідною мовою назвали:
| Мова      | Кількість осіб | Відсоток |
| --------- | -------------- | -------- |
| румунська | 1062           | 98,2%    |
| циганська | 18             | 1,7%     |